# جمعية رابطة مشجعي النادي المصري
جمعية رابطة مشجعي النادي المصري هو الاسم الرسمي للرابطة الرسمية لمشجعي وجماهير النادي المصري ببورسعيد، تأسست عام 1960 وأشهرت رسميا في وزارة الشئون الاجتماعية ووفقا لقانون الجمعيات والهيئات الأهلية برقم 102 لسنه 1960 لتصبح بذلك أول رابطة رسمية مشهرة لتشجيع فريق كرة قدم في مصر والشرق الأوسط.
يرجع الفضل في تأسيس واشهار جمعية رابطة مشجعي النادي المصري للحاج محمد الفقي وهو أحد كبار مشجعي المصري القدامى كما كان شيخا للصيادين ببورسعيد، ويشهد له التاريخ بالعديد من الأعمال الوطنية الجليله خصوصا خلال حربي 1956 و1967 لعل أشهرها دوره في إعادة نحو سبع عشرة الفا من الضباط والجنود من الجيش المصري في سواحل سيناء على متن اسطول من مراكب الصيد حركه من ميناء بورسعيد لهذا الغرض.

## انجازات الرابطة
عملت الرابطة منذ نشأتها على إقامة علاقات ودية قوية مع جميع روابط مشجعي الأندية المصرية المختلفة وعلى نشر الروح الرياضية ونبذ التعصب، وتقديرا لدورها هذا فقد حصلت الرابطة على كأس الاتحاد الاشتراكي باسم الشهيد جواد حسني موسم 1964-1965، كما حصلت الرابطة على كأس من محافظة بورسعيد موسم 1962-1963، وكأس بورفؤاد موسم 1966-1967.
مما يذكر للرابطة أيضا انها أول من نظم رحله مشجعين بالقطار في مصر وكانت عبر اتفاق لرئيسها الحاج محمد الفقي مع هيئة سكك حديد مصر يقضي بنقل جماهير المصري للقاهرة واعادتهم لبورسعيد وذلك لتشجيع المصري في مباراة امام الأهلي.